# Cleanup Service
Cleanup Service, scritto anche Clean Up Service in copertina, è un videogioco a piattaforme pubblicato nel 1987 per Commodore 64 dalla Players, un marchio a basso costo della Interceptor Software. 
È il seguito di Cleanup Time (1986); come nel predecessore, uno o due giocatori controllano gli inservienti Otto e Bobban al lavoro in un albergo, ma stavolta oltre alle pulizie avranno anche altri compiti.

## Modalità di gioco
Il gioco si svolge su una schermata fissa a piattaforme su quattro piani, collegati da scale verticali e decorati con mobilio. Il giocatore controlla un inserviente e ha un obiettivo che varia a seconda del livello. Due giocatori possono controllare due inservienti in modalità cooperativa simultanea.
Spesso, come nel primo livello, l'obiettivo è ripulire tutti i mucchietti di spazzatura sparsi sui piani. Gli altri obiettivi che si incontrano in particolari livelli sono preparare hamburger, spegnere un incendio, e sconfiggere una strega.
I nemici sono oggetti animati o creature di diverso aspetto, variabili con il livello: bucce di banana, cavoli, bottiglie, ecc. Nella maggior parte dei livelli entrano in gioco sbucando da varie pattumiere e poi si aggirano per i piani. Sottraggono una vita al personaggio se lo toccano, inoltre nei livelli con spazzatura ne possono rilasciare altri mucchietti. Possono avere altri ruoli, ad esempio nel livello degli hamburger i nemici sono anche la carne da macinare.
In tutti i livelli, per prima cosa è necessario raggiungere una scatola che contiene diversi oggetti che aiutano a raggiungere l'obiettivo. Mentre l'inserviente rovista nella scatola, il giocatore può selezionare un oggetto alla volta da prendere; in basso vengono mostrati nome e immagine dell'oggetto attualmente trasportato. I tipi di oggetti presenti nella scatola variano a seconda del livello.
Nel primo livello un oggetto fondamentale sono i coperchi che servono a chiudere le pattumiere sparse sui piani, da cui escono i nemici. La pistola stordente permette di sparare a destra o sinistra per paralizzare temporaneamente i nemici, ma ha lo stesso effetto anche sull'altro giocatore. La ramazza permette sia di pulire la spazzatura, sia di colpire a corto raggio e distruggere i nemici.
I suddetti oggetti sono più o meno ricorrenti nei livelli successivi, ma ne compaiono anche altri, ad esempio un telecomando per controllare una macchina pulitrice, o una bacchetta magica.
Altri elementi speciali, come ad esempio interruttori, possono essere presenti sullo scenario con diversi scopi. Ci sono anche alcuni personaggi non giocanti.
Ci sono in tutto 8 livelli che rappresentano varie zone dell'albergo, dal salone d'ingresso all'attico stregato. Compaiono dei semplici intermezzi animati tra i livelli. Si possono impostare la velocità generale del gioco e il livello di partenza (fino a 4).

## Sviluppo
Cleanup Service fu sviluppato dal giovane svedese Karl Hörnell, autore anche del precedente Cleanup Time. Come tutti gli altri suoi giochi pubblicati per Commodore 64, lo realizzò come freelance per la Interceptor, lavorandoci nel tempo libero. Cleanup Service fu l'ultimo gioco per Commodore 64 pubblicato da Hörnell, che lasciò l'attività per dedicarsi maggiormente agli studi. Anni dopo tornò al settore lavorando a giochi per browser (tra cui Iceblox) e dispositivi mobili (tra cui Cross Boss). Tornò anche al Commodore 64 in epoca di retrogaming, pubblicando una conversione gratuita di Iceblox Plus nel 2018.

## Accoglienza
A suo tempo Cleanup Service ricevette di solito giudizi buoni dalla critica, specialmente per quanto riguarda la modalità a due giocatori. Vennero apprezzati sia la giocabilità sia l'aspetto, tenendo conto che era un gioco a basso costo, almeno dalle riviste europee Commodore Computer Club 52, Zzap!64 30 (voto 80%), Your Commodore 38, Aktueller Software Markt 2. ACE 3 fu meno entusiasta e diede un giudizio complessivo sulla sufficienza (604/1000), ritenendolo un gioco all'antica, ma divertente. Your Commodore 38 diede un giudizio mediamente buono, pur criticando l'assenza di istruzioni (fatto non raro nelle edizioni economiche) e ritenendo il gioco ottimo per due giocatori, ma troppo difficile in singolo.